# The Be Good Tanyas
The Be Good Tanyas es un grupo de música folk formado en 1999 en Vancouver.  Sus influencias incluyen folk, country y bluegrass. El estilo de música en que actúan puede ser considerado como Country alternativo o Americana.

## Historia
Formado en Vancouver, Columbia Británica, The Be Good Tanyas (Frazey Ford, Trish Klein y Sam Parton) primero han tocado juntas en los campamentos Tree planting en la región de Kootenays de la Columbia Británica. Después tocaron sus primeros conciertos en Vancouver en 1999.
En el año 2000 emprendieron una gira norteamericana de Vancouver a Nueva Orleans, antes de regresar a la Columbia Británica para grabar su primer álbum, Blue Horse, con el productor Garth Futcher.
El segundo álbum, Chinatown, siguió en 2003. Su tercer álbum, Hello Love, fue publicado el 10 de octubre de 2006.
Las Tanyas ganaron audiencia en EE. UU. cuando la serie de Showtime, The L Word seleccionó una de sus canciones, "In Spite of All the Damage", para su inclusión en la banda sonora de la serie. Una versión en vivo del tema "In My Time of Dying" fue también incluido en el tercer episodio de la tercera temporada, en el cual Frazey Ford tuvo un papel y tocó la canción en la secuencia de apertura. La canción "The Littlest Birds " apareció en la primera temporada de la serie Weeds y fue incluido en la banda sonora de aquella temporada. La música de la banda también ha sido incluida en la serie de CTV La Undécima Hora y en el largometraje Because of Winn-Dixie. Su versión de la canción de Townes Van Zandt "Waiting Around to Die" fue también utilizada en un episodio de la serie de AMC, Breaking Bad.
Después de la publicación de sus dos primeros álbumes, Trish Klein colaboró con Alison Russell bajo el nombre Po' Girl, un proyecto que comenzó en abril de 2007 y que ha originado tres álbumes: Po'Girl, Vagabond Lullabies y Home to You. 2007 vio a todos los miembros de la banda persiguiendo sus propios proyectos.
Desde 2008, la banda entra en un hiato, para evitar las tensiones de las giras y para perseguir otros intereses. Ford publicó su primer álbum en solitario, Obadiah, en 2010. En 2011 fue anunciado que volverían a actuar con una aparición en el Winnipeg Folk Festival.
En septiembre de 2012, Parton padeció daños múltiples en su cuello, espalda y hombros cuando el vehículo en que iba como pasajera fue golpeado por detrás por una pickup. En abril de 2013 estuvo implicada en otro accidente automovilístico. Parton tuvo que dejar de actuar pero la banda continuó las giras por América del Norte y Europa en 2013 con amigos músicos de Vancouver y la artista visual Caroline Ballhorn.

## Miembros
- Frazey Ford (guitarra, vocales)
- Samantha Parton (guitarra, mandolina, banjo, vocales)
- Trish Klein (guitarra, banjo, vocales)

### Miembros anteriores
- Jolie Holland

## Discografía

### Álbumes
| Año  | Álbum        | CAN |
| ---- | ------------ | --- |
| 2000 | Blue Horse   | —   |
| 2003 | Chinatown    | 39  |
| 2006 | Hello Love   | 73  |
| 2012 | A Collection | --  |

### Sencillos
| Año  | Sencillo             | Álbum      |
| ---- | -------------------- | ---------- |
| 2000 | "The Littlest Birds" | Blue Horse |
| 2003 | "It's Not Happening" | Chinatown  |
| 2006 | "Scattered Leaves"   | Hello Love |

### Otras contribuciones
- Live at the World Café: Vol. 15 - Handcrafted (2002, World Café) - "The Littlest Birds"
- 107.1 KGSR Radio Austin - Broadcasts Vol. 10 (2002) - "Light Enough to Travel"
- Northern Songs: Canada's Best and Brightest (2008, Hear Music) - "Ootischenia"

## Lecturas relacionadas
- Holt, Fabian (2007). Genre in Popular Music. University of Chicago Press. pp. 47–48. ISBN 978-0226350394.ISBN 978-0226350394.
- Larkin, Colin (2011). «Be Good Tanyas». The Encyclopedia of Popular Music. Omnibus Press. ISBN 978-0857125958.ISBN 978-0857125958.
- Loftus, Emily (12 de septiembre de 2011). «The Be Good Tanyas, Down and Dirty». Mother Jones. Consultado el 29 de mayo de 2015.Retrieved 2015-05-29.
- Weissman, Dick (2006). Which Side Are You On?: An Inside History of the Folk Music Revival in America. A&C Black. p. 242. ISBN 978-0826419149.ISBN 978-0826419149.

Entrevistas
- Reitnouer, Amy (14 de agosto de 2012). «Conversations with... Trish Klein of The Be Good Tanyas». The Bluegrass Situation. Consultado el 29 de mayo de 2015.Retrieved 2015-05-29.

Comentarios
- Chilton, Martin (26 de septiembre de 2012). «The Be Good Tanyas, A Collection 2000-2012, CD review». The Telegraph. Consultado el 29 de mayo de 2015.Retrieved 2015-05-29.
- Davey, Alan (6 de septiembre de 2013). «The Be Good Tanyas and Emily Portman – Barbican, London 03/02/13». The Line of Best Fit. Consultado el 29 de mayo de 2015.Retrieved 2015-05-29.
- Denselow, Robin (3 de septiembre de 2013). «The Be Good Tanyas – review». The Guardian. Consultado el 29 de mayo de 2015.Retrieved 2015-05-29.

### Vídeos oficiales
- The Be Good Tanyas (6 de octubre de 2006). It's Not Happening. NettwerkMusic. Consultado el 29 de mayo de 2015.Retrieved 2015-05-29.
- The Be Good Tanyas (2 de julio de 2007). Human Thing. NettwerkMusic. Consultado el 29 de mayo de 2015.Retrieved 2015-05-29.
- The Be Good Tanyas (27 de julio de 2010). Littlest Birds. NettwerkMusic. Consultado el 29 de mayo de 2015.Retrieved 2015-05-29.
- The Be Good Tanyas (9 de enero de 2013). Ootischenia. Tamalpais Research Institute. Consultado el 29 de mayo de 2015.Retrieved 2015-05-29.
- The Be Good Tanyas (31 de diciembre de 2013). For The Turnstiles. Tamalpais Research Institute. Consultado el 29 de mayo de 2015.Retrieved 2015-05-29.

- Datos: Q2180708